# Apple II
Apple II je računalo koje je proizvodila američka tvrtka Apple između 1977. i 1993. Ovo računalo zasnovano je na mikroprocesoru MOS 6502 i svojom pojavom na tržištu potakao razvoj osobnih računala i korisničkog softvera. Svojim uspjehom Apple je potakao mnoge druge tvrtke da se pridruže u stvaranju novih i boljih osobnih računala. Pojava Apple II izazvala je IBM da stvori svoje osobno računalo IBM PC ili PC, koje je kasnije postao standarno računalo. Mnoge druge manje tvrtke kao Commodore i Atari dovele su na tržište jeftinije modele ubrzavajući tako razvoj osobnog računarstva i računarstva u cijelosti.

## Modeli
- Apple II
- Apple II Plus
- Apple II Europlus
- Apple IIe
- Apple IIc
- Apple IIGS

## Arhitektura
Apple II je zasnovan na 8-bitnom mikroprocesoru MOS 6502 i u mnogo čemu je plod razmišljanja čelnika tvrtke Apple, da se na tržište izbaci računalo koje je jednostavno za proizvoditi te da je cijena prihvatljiva. Apple II nema nikakvih posebnih intregriranih krugova za grafiku, zvuk ili neke druge funkcije, te u cijelosti je napravljen od diskretnih krugova koji su lako nabavljivi na tržištu. No isto tako posebna VLSI integrirani krugovi, usporili bi izlazak na Apple II, no i cijena njihove izrade u tim godinama bilo je neprihvatljivo za male tvrtke kao Apple.

## Klonovi
Apple II je bilo skupo računalo, no zahvaljujući njegovom otvorenom dizajnu i korištenjem lako dostupnih integriranih sklopova, omogućilo stvaranje industrije jeftinijih strojeva tj. klonova. Jedini dio koji se trebao preslikati s appleovog stroja bio je sustavski ROM (sada se koristi uobičajeni naziv BIOS). Klonovi su pridonijeli da se Apple II proširi u mnogim zemljama gdje je njihov uvoz bio onemogućen, zabranjen (zemljame Istočnog bloka) ili su naprosto bili preskupi za potrošače. Klonovi su se proizvodili u mnogim zemljama svijeta: SSSR, Koreja, Japan, Njemačka, Hrvatska, SAD, Kina, Tajvan... Slijedi kratki popis Apple II klonova:
- Ivel Ultra (Jugoslavija/Hrvatska)
- Agat SSSR
- IMIKO Bugarska
- Laser 128 Kina

Sudskim sporovima tvrtka Apple uspjela je ugasiti proizvodnju Apple II klonova u SAD, Kanadi i u drugim zapadnim zemljama, jer mnogi su doslovce preslikali s Apple II računala. Drugi proizvođači su sami napisali svoj sustavski ROM, no to je nekada dovodilo do nekompatibilnosti jer tvrtka Apple je izbacivala novije inačice i često je mijenjala sadržaj sustavskog ROMa tako da bi spriječila i poskupljivala proizvodnju klonova. Iscrpni popis klonova nalazi se na stranici: Popis Apple II klonova

## Emulacija
Postoji veći broj emulatora za Apple II, i njihovim korištenjem moguće je pokrenuti većinu programa koja su bila dostupna za Apple II.

## Vanjske poveznice
- Web stranice o klonovima računala Apple II
- Kućna računala iz Istočnog bloka
- Povijest računala Apple II na engleskom jeziku